# پیکار آموزشی
پیکار آموزشی به معنی انجام عملیات پیکارجویانه بدون نیت آسیب‌زدن به طرف مقابل است. شرکت‌کنندگان ممکن است به دلایلی مانند انجام مراسم آیینی، آموزش، تفریح، یا پرفورمانس در کنش‌های آموزشی شرکت کنند. درونمایه پیکار آموزشی می‌تواند از راستین تا نمادین متغیر باشد. پیکار آموزشی می‌تواند در گروه حرکت‌های موزون یا غیرموزون دسته‌بندی شود.

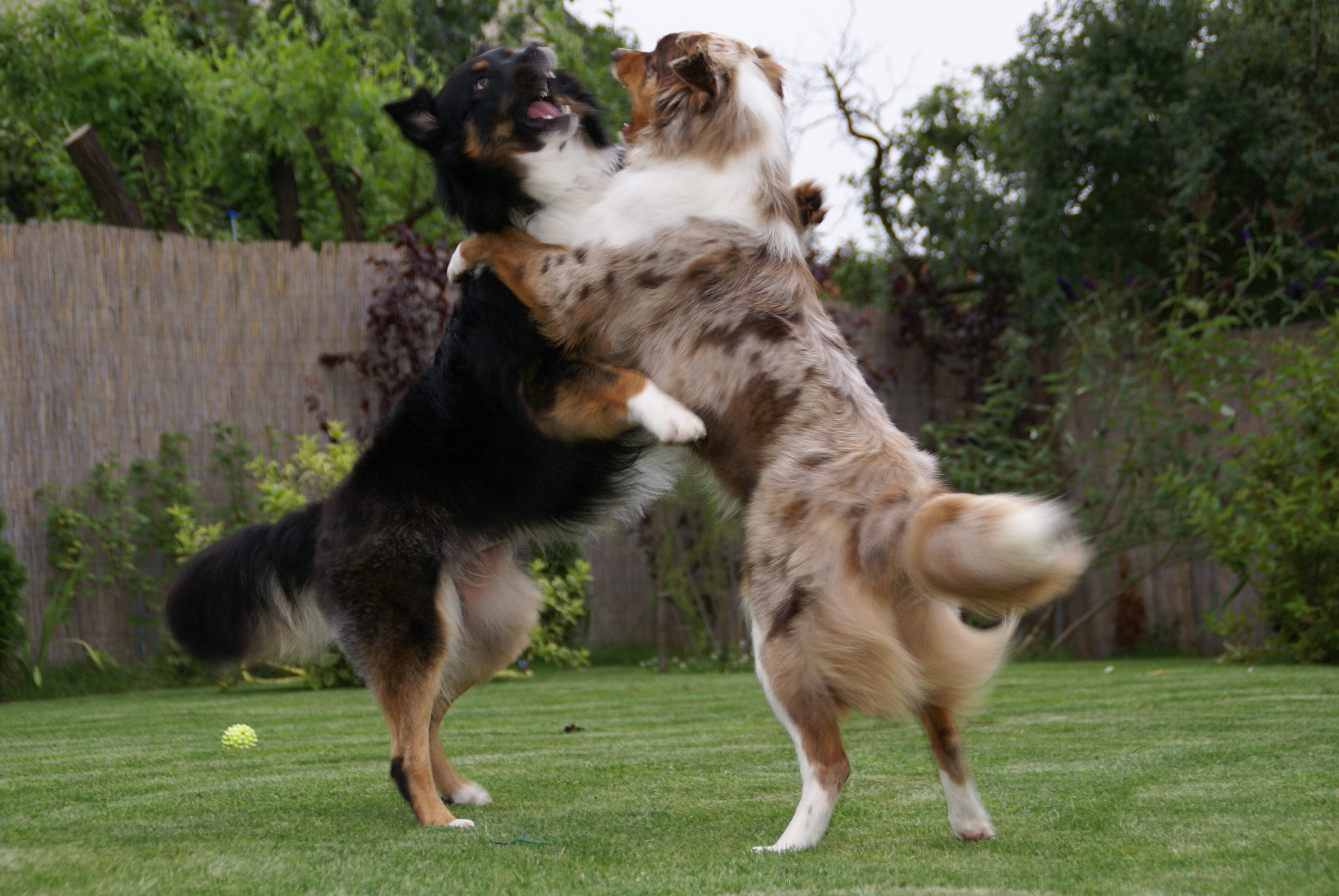
رفتار دیماتیک در دو سگ

## حرکت‌های موزون
- نمایش در گونه‌های رقیب
  - رفتار دیماتیک
- جنگ‌افزار اندمیک
  - تینکو
- باز اجرای پیکار
- شبیه‌سازی نظامی یا رزمایش
- اسپارینگ

## حرکت‌های غیرموزون
- پیکار نمایشی
- پیکار در فیلم
- باز اجرای پیکار
- رقص جنگ
  - کاپوئرا
  - خوئگو دی مانی
  - کایلائو
- کاتا
- هیئونگ
- کشتی حرفه‌ای